# Gian Estore Martinengo Colleoni

Stemma di Gian Estore Martinengo Colleoni come conte dell'impero francese

Gian Estore Martinengo Colleoni, o Ettore (Brescia, 1763 – Brescia, 12 giugno 1832), è stato un militare e diplomatico italiano.

## Biografia
Gian Estore o Ettore Martinengo Colleoni era il primogenito di Venceslao dell'importante famiglia Martinengo Colleoni e di Drusilla Sagramoso di Verona, donna colta che aveva fatto di palazzo Martinengo Colleoni di Brescia un luogo di incontro per letterati e politici che avrebbero poi fondato la nuova democrazia bresciana. Estore ebbe quattro fratelli: Giuseppe, Pier Paolo, Vincenzo e Lucrezia.
Compì i primi studi nel collegio dei Padri Barnabiti di San Francesco Saverio a Bologna per poi trasferirsi a Roma presso il collegio  dei Chierici regolari poveri della Madre di Dio delle scuole pie, e proprio a Roma conobbe Francesco Carrara poi cardinale.
Fin da giovanissimo fu attirato dall'attività militare interessandosi dell'architettura e delle fortificazioni militari. Nel 1785 fu autorizzato dalla madre e dallo zio, in quanto orfano di padre, di entrare nell'esercito di re Federico di Prussia, nel reggimento degli ussari, diventando oggetto d'attenzione per le sue capacità dal Principe di Brumswick e definito nel 1786 come «onore della patria». Fu nominato tenente di cavalleria venendo ferito a una coscia nella campagna d'Olanda del 1787 presso Utrecht. L'anno successivo continuò a coltivare gli studi sulle strutture architettoniche militari, studi che ebbero un certo successo, dopo aver ottenuto la promozione a capitano.
La morte dello zio, lo obbligò a fare ritorno a Brescia per poter gestire i beni di famiglia, e in questo periodo partecipò agli incontri culturali e letterali organizzati nei salotti da Bianca Capece della Somaglia Uggeri frequentato dai letterati e politici di Brescia.

### Le cariche pubbliche e militari durante l'occupazione francese
Con l'arrivo dei francesi nel 1797, Estore, allontanandosi da Francesco Battaglia provveditore di Brescia, che lo riteneva pro veneziano affidandogli la cassa e definendolo "come ad uomo di cuore e di onore e che riteneva detestasse le novità" si dichiarò giacobino, e dopo una sua richiesta di aiuto si sentì rispondere che lui ormai apparteneva alla nuova nazione bresciana. Quando il Battaglia fu imprigionato dai rivoluzionari come rappresentante del governo veneziano fu però proprio il Martinengo Colleoni a liberarlo aiutandolo a fuggire.
Organizzò il corpo militare cittadino con incarico del governo provvisorio ricevuto il 24 marzo del medesimo anno con la posa dell'albero della libertà sulla piazza di Cavernago organizzando una festa. Manifestò la sua contrarietà agli schiavoni fedeli alla repubblica veneziana, attaccandoli con un livello esposto sul territorio dell'Istria e della Dalmazia dove li nominava con lo pseudonimo di "Leoncio", dichiarando che la libertà non poteva certo venire dalla  "puzzolente Veneta Laguna". Dichiarò che desiderare l'unità d'Italia ma escludendone la repubblica veneziana: «ma giammai coi presenti veneziani». A causa delle rivolte fu mandato in Valcamonica con un battaglione di cacciatori e una ventina di ussari, venendo poi nominato capitano dal governo provvisorio il 22 aprile 1792. La sua presenza è segnalata nel 1797 all'incontro con Napoleone perché proclamasse la Repubblica Cisalpina. Nel luglio del 1798 fu inviato alla corte di Napoli come ministro plenipotenziario dove rimase fino al marzo del 1799. Tornato a Brescia, nell'Ottocento fu arrestato dagli austriaci, incarcerato a Milano con i fratelli per essere poi liberato. Con il ritorno dei francesi dopo la vittoria di Marengo fu nominato comandante della guardia civica di Brescia e capitano dei granatieri a cavallo dall'esercito francese, e l'8 agosto dell'Ottocento capitano dei granatieri della guardia nazionale bresciana facente parte del corpo d'armata del generale Guillaume Marie-Anne Brune. Lasciò l'incarico a Francesco Gambara dopo essere nominato comandante della milizia nazionale nel 1891 e commissario straordinario del Basso Po.
Il 16 novembre fu nominato membro del corpo Legislativo ai comisi di Lione e fino al 1808 membro del collegio dei Possenti. Fu ricevuto da Napoleone nel suo viaggio a Parigi dove presentò il memoriale dove chiedeva il diritto all'organizzazione militare italiana così da essere indipendente da quella francese. Dopo il suo ritorno in Italia fu inserito nel corpo legislativo dove presentò la sua memoria su come riteneva dovesse essere organizzata la nuova armata italiana. Fu messo al comando della guardia d'onore che doveva ricevere il nuovo re Napoleone Bonaparte a Brescia. Durante questa visita il Martinengo Colleoni propose il nuovo strumento bellico che aveva la caratteristica di poter incendiare le difese dei porti e delle spiagge. I suoi studi lo portarono alla pubblicazione nel 1806 di un testo dove aveva approfondito l'origine e i progressi della cavalleria e quale fosse il suo miglior uso per l'esercito italiano, compreso la sua istruzione e disciplina.
Nel 1807 la sua fama era molto grande tanto da essere posto al comando di tutte le compagne delle Guardie d'onore e invitato a Parigi come diplomatico venendo poi nominato il 10 ottobre senatore del Regno d'Italia nonché il 9 ottobre 1810 Conte del Regno d'Italia e con decreto del febbraio 1810 ciambellano di corte e cavaliere di I classe della Corona di Ferro. Le diverse battaglie a cui partecipò gli diedero modo di applicare quelle che erano le sue regole circa l'organizzazione militare, e per questo voluto a fianco nel 1809 al Viceré Eugenio di Beauharnais che fece da padrino al battesimo del figlio Venceslao. In quel tempo si era iscritto anche alla Massoneria nella Loggia Amalia.

## Vita privata
Gian Estore si unì in matrimonio con la diciassettenne Camilla di Pietro Provaglio il 28 novembre 1797, sorella di Marzia, nota per il suo salottino chiamato cenacolo di Marzia, di palazzo Carmagnola, dove incontrava il mondo letterato d'Italia in particolare Ugo Foscolo che le inviò il suo Le lettere.
La fine di Napoleone nel 1814 e l'instaurazione del nuovo governo austriaco concomitante con la morte della moglie e del bambino appena nato, portò Gian Estore a dimettersi da ogni incarico militare, ritirarsi dalla vita pubblica rifiutando ogni altra proposta che gli veniva offerta dal nuovo impero austro-ungarico. Si dedicò invece ad attività di beneficenza e alla cultura. Morì a Brescia il 12 giugno 1832.